# Pagemaster - L'avventura meravigliosa
Pagemaster - L'avventura meravigliosa (The Pagemaster) è un film in tecnica mista del 1994 diretto da Pixote Hunt e Joe Johnston.
È un film d'avventura-animazione di genere fantastico, interpretato da Macaulay Culkin, che interpreta un ragazzino timido che usa le statistiche come scusa per evitare tutto ciò che trova scomodo nella vita. Ma dopo aver intrapreso con riluttanza una commissione per suo padre, viene sorpreso da un temporale, che lo costringe a cercare rifugio in una biblioteca. Poi si ritrova intrappolato nella biblioteca, dove deve farsi strada tra i classici della letteratura che prendono vita se vuole ritrovare la strada di casa.
Il film ha ricevuto recensioni generalmente negative da parte della critica specializzata ed è stato un fiasco al botteghino.

## Trama
Richard Tyler è un bambino pessimista di 10 anni, con la fobia di ogni cosa. I suoi genitori, esasperati, hanno provato di tutto per incoraggiare il figlio, che però affronta le problematiche della vita solo con statistiche e calcoli matematici. Un giorno il padre, che gli sta costruendo una casa sull'albero, lo manda in bici a comprare dei chiodi dal ferramenta. Durante il tragitto, però, scoppia un violento temporale e Richard è costretto a rifugiarsi in una biblioteca.
Qui il bambino incontra Mr. Dewey, un eccentrico bibliotecario che prova subito a trovargli un libro adatto da leggere e gli fa anche la tessera, ma Richard rifiuta e chiede di poter telefonare a casa per avvertire i genitori del ritardo. Dopo che Mr. Dewey gli indica il telefono pubblico e l'uscita, il giovane s'incammina nella biblioteca, ritrovandosi in una rotonda dal soffitto coperto di maestosi dipinti che raffigurano personaggi classici della letteratura. Richard scivola su una pozzanghera formata dal suo giubbotto bagnato, sbatte la testa e perde i sensi.
Quando si sveglia, all'improvviso i dipinti del soffitto iniziano a sciogliersi e a cadere per terra, fondendosi e prendendo la forma di un drago che lo assale, trasformandolo in un cartone animato. Richard incontra Pagemaster, un mago che gli spiega che si è trasformato in un'illustrazione e che, per ritrovare l'uscita della biblioteca (trasformatasi in un'immensa terra fantastica), deve affrontare tre prove: l'Horror, l'Avventura e il Fantasy. Per la strada, Richard incontra e stringe subito una forte amicizia con due libri animati antropomorfici: Avventura, un libro marrone coraggioso che sembra un pirata e Fantasy, un suscettibile libro-fata rosa. Dato che Richard è un cliente e possiede il tesserino della biblioteca, i due libri chiedono di andare via con lui, poiché sono rimasti rinchiusi lì dentro per molto tempo.
I tre aprono per sbaglio un libro liberando il feroce mastino dei Baskerville, a cui sfuggono una libreria, ritrovandosi nella sezione del genere Horror dove incontrano un altro omonimo libro animato, verde e deforme ma buono e amichevole, che accetta con gioia l'invito di Richard ad unirsi a loro e uscire dalla biblioteca, felice della possibilità di avere nuovi amici. I quattro si dirigono verso una casa infestata da fantasmi, dietro cui si scorge l'insegna di uscita dalla biblioteca: qui incontrano il garbato Dr. Jekyll che li accoglie nel suo laboratorio, ma poco dopo beve la pozione tramutandosi nel malvagio Mr. Hyde, che prova ad uccidere il gruppo.
Richard e i suoi amici lo sconfiggono e si ritrovano vicino all'oceano, nella sezione Avventura, dove prendono una barca per navigare verso la scritta di uscita, che ora appare al di sopra dell'oceano. All'improvviso, il gruppo viene separato dal furioso scontro tra il Capitano Achab e Moby Dick. Richard e Avventura si riuniscono e vengono catturati dalla ciurma di pirati della nave Hispaniola, capitanata da Long John Silver, il quale li porta sull'isola del Tesoro. Arrivativi, però, i pirati non trovano nessun bottino e, furiosi, provano ad ammutinarsi contro Silver. Nella baraonda, Horror e Fantasy riescono a cacciare via i pirati con un trucco e Richard, brandendo una spada, allontana John Silver, che umilmente torna sulla sua nave. Dopo essere stato duramente sgridato da Avventura, Horror si allontana e viene inchiodato al suolo dai Lillipuziani, ma Avventura lo salva e si scusa.
Il gruppo attraversa poi la meravigliosa sezione Fantasy, fatta di stelle e fate, dove Richard vede ora la scritta uscita sul picco di una montagna. Avventura risveglia però per sbaglio un gigantesco drago che attacca il gruppo, e Richard, nel tentativo di attaccarlo con una spada e uno scudo, viene divorato vivo; nella sua pancia trova degli altri libri e apre quello che contiene la fiaba di Jack e la pianta di fagioli, facendo crescere la gigantesca pianta di fagioli con la quale riesce ad uscire dalle viscere del Drago e a raggiungere la porta d'uscita coi suoi amici. Qui incontra ancora Pagemaster che, dopo aver ascoltato le sue lamentele, gli spiega che questa sua fantastica avventura è stata fatta per fargli affrontare le proprie paure. E ora che le ha vinte, Pagemaster lo rimanda nel mondo reale.
Richard si risveglia ai piedi di Mr. Dewey, trovandosi vicino Avventura, Fantasy e Horror, sotto forma di libri normali. Richard si fa dare in prestito i libri e corre felice a casa, ora che ha scoperto il coraggio che gli può infondere la fantasia dei libri, mentre Mr Dewey sorride lasciando intuire che Pagemaster era lui stesso. Richard decide poi di dormire nella sua casa sull'albero, insieme ai tre libri che continuano a parlare.

## Personaggi
- Richard Tyler: è un bambino di dieci anni intelligente ma molto timido e pessimista. Sembra aver paura di tutto e gestisce la sua vita basandosi sulle statistiche sulla sicurezza. È biondo e porta sul viso un paio di occhiali enormi e rotondi con la montatura nera. Per via del suo atteggiamento da secchione non ha mai avuto amici, almeno fino a quando non conosce Avventura, Fantasy e Horror, con cui stringe amicizia. Dopo essere stato trasformato in un cartone animato e aver vissuto tante avventure cambia atteggiamento, diventando molto più coraggioso. Soffre terribilmente di vertigini, ma anche questo disturbo passerà in gran parte dopo l'avventura in biblioteca.
- Avventura: è un libro antropomorfo amico di Richard, il primo che incontra dopo essere stato trasformato in un cartone. È un libro di colore marrone chiaro che somiglia a un pirata stereotipato: ha una benda sull'occhio sinistro (che in realtà ha), un uncino al posto della mano destra (come Capitan Uncino) e una gamba artificiale (come il capitano Achab). È uno spaccone orgoglioso, spericolato e maldestro, ma anche avventuroso, di buon cuore e molto protettivo con Richard, che chiama sempre Figliolo. Spesso discute con Fantasy, sviluppando in seguito una relazione romantica, ed è offensivo verso Horror, ma alla fine andrà d'accordo con lui. Proprio come Fantasy ed Horror vuole tanto uscire dalla biblioteca.
- Fantasy: è un libro femmina amica di Richard, il secondo che incontra. È di colore rosa con dei piccoli occhiali, una coroncina in testa, ali da fata, una tiara, scarpette di cristallo (come Cenerentola) e una bacchetta magica che non funziona bene al di fuori della sezione Favole. È impertinente e aggressiva ma anche premurosa (come Campanellino), soprattutto con Richard, che chiama sempre Tesoro, e Horror. Si innamora di Avventura, ma lo nega e spesso lo rimprovera anche per il suo atteggiamento. Perde spesso la sua bacchetta e contrariamente ad Avventura è molto gentile nei confronti di Horror.
- Horror: è un libro amico di Richard, il terzo che incontra. È di colore verde e deforme ma ha un cuore d'oro e, come Richard, ha una natura timida e codarda, ma diventa più coraggioso col tempo. Non gli piacciono i libri dell'orrore perché finiscono sempre male. Dei tre libri, è il più gentile con Richard, che considera il suo padrone, e viene spesso maltrattato da Avventura perché si spaventa facilmente, ma alla fine riuscirà a fare amicizia anche con lui. Quando ha paura grida come una ragazza spaventata, urlo tipico del vecchio romanzo dell'orrore. Somiglia al mostro di Frankenstein, Quasimodo e Igor.
- Pagemaster: il custode dei libri e guardiano delle parole scritte. Vuole che Richard superi le sue paure, per questo gli fa intraprendere la grande "avventura meravigliosa" nel mondo della narrativa. E' implicito che sia la forma alternativa di Mr. Dewey, un bibliotecario anticonvenzionale e custode di una biblioteca apparentemente abbandonata, che ritiene di conoscere i gusti di ogni lettore.
- Dr. Jekyll alias Mr. Hyde: simile allo stereotipo dello scienziato pazzo, accoglie Richard e i tre libri nella propria stanza, per poi trasformarsi nel sadico e mostruoso Mr. Hyde.
- Capitano Achab: il tragico e quasi psicotico comandante della baleniera Pequod che vuole uccidere la balena bianca Moby Dick per vendetta. Ha una gamba artificiale (di legno nel film, di avorio nel romanzo).
- Moby Dick: è una gigantesca balena bianca chiamata anche "il diavolo degli abissi", nota per aver ucciso molti dei marinai che l'hanno cacciata. Alcuni anni prima ha persino strappato la gamba ad Achab. Dopo aver ucciso il capitano e il suo equipaggio, attacca Richard, Avventura, Fantasy e Horror.
- Long John Silver: è lo spietato capitano usurpatore della Hispanola, alla ricerca del tesoro segreto dei pirati. In realtà non è né del tutto buono né del tutto malvagio, con un modo di fare simpatico. Verrà sconfitto da Richard, di cui riconoscerà il coraggio.
- Drago: è un gigantesco e feroce drago alato in grado di volare e di sputare fuoco. Ha ucciso e mangiato i molti guerrieri che hanno osato sfidarlo e sorveglia il suo territorio, una montagna di libri sulla cui sommità c'è l'uscita per poter giungere al cospetto di Pagemaster.

## Produzione
Il soggetto è stato curato da David Casci e David Kirschner, la sceneggiatura è degli stessi Casci e Kirschner, oltre a Ernie Contreras. Il montaggio è stato affidato a Kaja Fehr e le musiche sono di James Horner.
La canzone "Whatever you imagine", nella versione originale è stata cantata da Wendy Moten. Mentre nella versione italiana da Gianna Spagnulo.

## Distribuzione
Il film uscì nei cinema statunitensi il 23 novembre 1994 e in quelli italiani il 23 marzo 1995. In Italia fu poi distribuito in VHS dalla RCS e su Laserdisc dalla Turner Pictures nel settembre 1995, in DVD sia dalla Sinister Film che dalla Quadrifoglio nel 2023 e in Blu-Ray dalla RaroFilm Studios sempre nel 2023.

## Accoglienza

### Incassi
A fronte di un budget di 27 000 000 dollari, il film fu un fiasco al botteghino. Ha debuttato il 23 novembre 1994 in 1803 sale americane e incassato 4 188 399 dollari quel giorno. Incassò un totale di 13 670 688 dollari, mentre gli incassi a livello internazionale sono ancora sconosciuti.

### Critica
Su Rotten Tomatoes ha un indice di gradimento del 21% basato su 19 recensioni e un voto medio di 4,39/10. Il pubblico intervistato da CinemaScore ha assegnato al film una media "A-" su una scala da A+ a F.
Roger Ebert del Chicago Sun-Times ha criticato il modo in cui il messaggio del film è arrivato, definendolo un "film triste", aggiungendo che il messaggio sembra essere che "i libri possono essere divertenti quasi quanto i cartoni animati televisivi e i videogiochi arcade." Brian Lowry di Variety ha affermato che l'attrattiva principale del film per gli adulti sarebbe la sua durata ridotta e che non ha fatto abbastanza con i suoi famosi personaggi di fantasia, osservando "Un momento più ispirato ha Richard che usa un libro, 'Jack e il fagiolo magico', per sfuggire dal ventre di un drago. Sfortunatamente, questi momenti sono pochi e lontani tra loro." Rita Kempley del Washington Post ha dato al film una recensione positiva, definendolo una "fantasia per bambini splendidamente originale sul mondo dei libri". James Berardinelli di ReelViews ha dato un'altra recensione positiva, definendolo un "film intelligente, spesso coinvolgente e sempre veloce" che "usa il mezzo visivo per incoraggiare i suoi spettatori a raggiungere con la loro immaginazione."

## Riconoscimenti
1995 - Festival internazionale del cinema di Porto
- Candidatura al Grande Prémio Fantasporto per il Miglior film fantasy

1996 - Grammy Awards
- Candidatura per la Migliore canzone scritta appositamente per un film o per la televisione (Whatever You Imagin) a James Horner, Barry Mann e Cynthia Weil

1995 - Golden Reel Award
- Candidatura per il Miglior montaggio sonoro negli effetti sonori a Steve Nelson

1994 - Razzie Awards
- Candidatura per il Peggior attore protagonista a Macaulay Culkin

1994 - Bad Movie Awards
- Candidatura per il Peggior attore a Macaulay Culkin

## Curiosità
- Il film ha richiesto quasi tre anni e mezzo per essere completato.
- Il personaggio di Christopher Lloyd, Mr. Dewey, prende il nome dal bibliotecario statunitense Melvil Dewey, inventore della Classificazione decimale Dewey, un sistema di organizzazione dei libri per biblioteche.
- Mr. Dewey assomiglia a Charles Dickens.
- Whoopi Goldberg e Patrick Stewart hanno registrato i loro dialoghi insieme.
- Il Mostro di Frankenstein non appare nel montaggio finale del film, ma è visto nelle anticipazioni, trailer e spot televisivi per le pubblicazioni teatrali e di home entertainment in giro per il mondo dal 1993 al 1995. È apparso anche in scene cancellate, dietro le quinte, libri e videogiochi basati sul film.
- I personaggi nel fantastico "mondo dei libri" del film sono basati principalmente su tre romanzi, Lo strano caso del dottor Jekyll e del signor Hyde di Robert Louis Stevenson per la scena ambientata nella "Sezione Horror", e Moby Dick di Herman Melville e L'isola del tesoro di Robert Louis Stevenson per la "Sezione Avventura". Alcuni degli altri libri visti o usati in questo film sono Il mastino dei Baskerville di Sir Arthur Conan Doyle (il cane ha un cameo nel film quando salta fuori dal libro), 20.000 leghe sotto i mari di Jules Verne (il calamaro gigante è evocato da Avventura), Alice nel paese delle meraviglie di Lewis Carroll (compare la Regina di cuori, evocata da Richard), Jack e la pianta di fagioli, e la raccolta di fiabe mediorientali Mille e una notte (Fantasy evoca il tappeto volante da esse). Altri personaggi che compaiono sono Il corvo di Edgar Allan Poe, i Lillipuziani de I viaggi di Gulliver di Jonathan Swift, e Humpty Dumpty. Inoltre il personaggio di Horror (il libro antropomorfo) assomiglia a Quasimodo, il tragico protagonista di Notre-Dame de Paris di Victor Hugo.